# Čampari
Čampari (cyr. Чампари) – wieś w Czarnogórze, w gminie Bijelo Polje. W 2011 roku liczyła 22 mieszkańców.